# Vincent Bailly
Pour les articles homonymes, voir Bailly.
Vincent Bailly est un dessinateur de bande dessinée né le 18 juillet 1967 à Nancy.

## Biographie

### Formation
Vincent Bailly a grandi à Saint-Nicolas-de-Port où il a suivi ses études secondaires au collège Saint-Exupéry. En 1986, et pendant 5 ans, il fréquente l'École supérieure des arts décoratifs de Strasbourg dans l'atelier de Claude Lapointe.

### Publications
À partir de 1991, il réalise différents travaux d'illustration pour les Éditions Nathan, Coprur et Le Crédit Mutuel. En 1995 paraît sa première bande dessinée : les éditions Delcourt publient Les Chevaliers-Guides, un premier album qui ouvre la série Le Cœur de sang (3 tomes) avec Roger Seiter et Isabelle Mercier au scénario. En 1997 débute une collaboration avec les éditions Édifa Jeunesse pour le mensuel Maxilien puis pour le magazine Terres lointaines. Bailly publie ensuite en 2001 son premier album chez les Humanoïdes associés, La Vallée des Âmes Tordues, tome 1 d'une série écrite par Luc Brunschwig : Angus Powderhill (le tome 2 a paru en 2003 et le 3 en 1997). L'album Coupures irlandaises paraît le 15 mai 2008 chez Futuropolis avec Kris au scénario. Le tome 1 de l'adaptation du roman Un sac de billes de Joseph Joffo est paru en mai 2011, là encore avec Kris au scénario, toujours chez Futuropolis. En 2016, toujours chez Futuropolis, il signe le dessin de Mon père était boxeur sur un scénario de Barbara Pellerin et Kris. En juin 2018 il sort toujours avec Futuropolis une bande dessinée qui retrace l'histoire de Pierre Savorgnan de Brazza et de son rapport Brazza sur les colonies françaises au Congo au début du XXe siècle. Tristan Thill est au scénario de cette BD intitulée Le rapport Brazza et qui décrit « les crimes commis par les entreprises privées et les colons français ». En 2019, il mène un travail de recherche documentaire sur la radio Lorraine cœur d’acier entre 1979 et 1981 pour un projet de bande dessinée.

### Enseignement
De 2000 à 2009, il enseigne l'illustration et la bande dessinée à l'École nationale des arts appliqués et de l'image (ENAAI).[réf. souhaitée]

## Œuvres
- Le Cœur de sang (dessin), scénario : Isabelle Mercier et Roger Seiter ; couleurs Catherine Barbaro, Thierry Leprévost ; Delcourt, collection Terres de Légendes. Trois tomes 1995 - 1997.
- Angus Powderhill (dessin), scénario : Luc Brunschwig ; couleurs Isabelle Cochet, Les Humanoïdes associés[9] ; 2 tomes : 2001 - 2003
- Coupures irlandaises (dessin et couleurs), scénario : Kris, Futuropolis, 2008
- Un sac de billes, scénario : Kris d'après le livre de Joseph Joffo, Futuropolis

1. Première partie[10], 2011
2. Deuxième partie, 2012
3. Baby foot, 2014

- Notre Mère la Guerre -  HS1. Chroniques [11],[12], avec Kris (scénario), dessin de Maël, Édith Grattery, Jeff Pourquié, Hardoc, Vincent Bailly et Damien Cuvillier, Futuropolis, 2014
- Mon père était boxeur[13] (dessin et couleurs), scénario Barbara Pellerin et Kris, Futuropolis, 2016
- Congo 1905. Le Rapport Brazza - Le premier secret d'État de la « Françafrique »[14] (dessin et couleurs), scénario de Tristan Thil, Futuropolis, 2018
- Lorraine cœur d'acier : Histoire d'une radio pirate, libre et populaire (1979-1981)[15],[16],[17], (dessin et couleurs), scénario de Tristan Thil Futuropolis, 2021, 88 p.  (ISBN 978-2-7548-2887-1).
- Partitions Irlandaises, sécnario de Kris :

1. Premier Couplet, Futuropolis, 2022, 64 p.  (ISBN 978-2754825979)
2. Second Couplet, Futuropolis, 2023, 64 p.  (ISBN 978-2754833905)
3. Troisième Couplet, Futuropolis, 2025, 64 p.  (ISBN 978-2754842648)